# Křižanovice u Vyškova
Křižanovice u Vyškova (en allemand : Krischanowitz, précédemment Krzizanowitz) est une commune du district de Vyškov, dans la région de Moravie-du-Sud, en République tchèque. Sa population s'élevait à 134 habitants en 2020.

## Géographie
Křižanovice u Vyškova se trouve à 4 km au nord-est du centre de Vyškov, à 34 km à l'est-nord-est de Brno et à 207 km au sud-est de Prague.
La commune est limitée par Pustiměř au nord, par Hoštice-Heroltice à l'est, par Topolany au sud et par Vyškov à l'ouest.

## Histoire
La première mention écrite du village date de 1408.

## Personnalités
- Vincenza Bernard (1840-?), compositrice allemande est à née Křižanovice u Vyškova.